# Kōno Togama

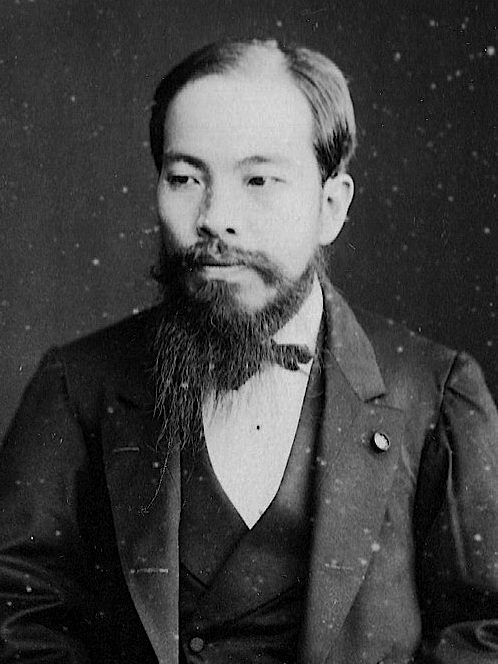
Kōno Togama

Kōno Togama (japanisch 河野 敏鎌, Vorname auch Binken gelesen; geb. 29. November 1844 in Kōchi; gest. 24. April 1895) war ein japanischer Politiker während der späten Edo- und der Meiji-Zeit.

## Leben und Werk
Kōno Togama schloss sich 1881 der lokalen Vereinigung zur Wiederherstellung der kaiserlichen Rechte an. 1863 wurden er und andere wegen Gegnerschaft zum Shogunat von den Han-Autoritäten eingesperrt. 
Nach der Meiji-Restauration kam  Kōno durch Vermittlung von Etō Shimpei, der für das Gyōbushō (刑部省), dem Ministerium für Bestrafung arbeitete, in die Regierung. Etō besorgte ihm eine offizielle Stellung, und er stieg nach und nach auf zum Chef der Justiz. – Kōno saß später über Etō zu Gericht, der mit der Meiji-Regierung nicht einverstanden war und den Saga-Aufstand 1874 organisiert hatte. Er saß später auch über die Anführer des Satsuma-Aufstandes von 1878 zu Gericht. 
1881 wurde Kōno Minister für Landwirtschaft und Handel, war aber durch die politische Krise im selben Jahr gezwungen zurückzutreten. Zusammen mit Ōkuma Shigenobu und Numa Morikazu gründete er die politische Partei Rikken Kaishintō, deren Vizepräsident er wurde. 1884 war er der wichtigste Befürworter einer Auflösung der Partei, und schied zusammen mit Ōkuma aus, als er damit keinen Erfolg hatte.
Von 1888 bis 1892 war Kōno Mitglied des Geheimen Rats, der von Itō Hirobumi neu geschaffen worden war, um dessen Entwurf einer Verfassung zu begutachten. 1892 wirkte er im 1. Matsukata-Kabinett kurz als Innen- und als Justizminister und dann Kultusminister im nachfolgenden 2. Itō-Kabinett.